# Ivan Pelizzoli
Ivan Pelizzoli (* 18. November 1980 in Bergamo) ist ein ehemaliger italienischer Fußballtorwart.

## Karriere

### Verein
Pelizzoli begann mit dem Fußballspielen bei Atalanta Bergamo, wo er 1998 seinen ersten Profivertrag erhielt. In der Saison 1999/2000 war er an die US Triestina in der Serie C2 ausgeliehen. Im Jahr 2000 kehrte Pelizzoli zu Atalanta zurück und gab am fünften Spieltag der Saison 2000/01 beim 3:3 auswärts bei der AC Mailand unter Trainer Giovanni Vavassori sein Debüt in der Serie A. Er wurde in dieser Partie für den verletzten Stammtorwart Davide Pinato eingewechselt und verdrängte diesen in der Folge als Nummer 1. Im Sommer 2001 wechselte Pelizzoli im Alter von 20 Jahren für 14 Millionen Euro zur AS Rom. Dort kam er in seiner ersten Spielzeit als Ersatztorwart hinter Francesco Antonioli unter Fabio Capello zu wettbewerbsübergreifend neun Einsätzen. In der zweiten Hälfte der folgenden Saison verdrängte Pelizzoli zunehmend den über 20 Jahre älteren Antonioli als Stammtorwart. 
Nach wechselhaften Leistungen wurde Pelizzoli im Januar 2006 bis zum Saisonende an Reggina Calcio verliehen. Im Sommer 2006 wechselte er fest nach Reggio Calabria. Ein Jahr später wurde er an Lokomotive Moskau verkauft, wo er einen Vertrag bis 2010 unterschrieb.
Im Sommer 2009 verließ Pelizzoli Russland und kehrte in seine italienische Heimat zurück. Nach einer Leihsaison bei der UC AlbinoLeffe in der Serie B wechselte er im Sommer 2010 zu Cagliari Calcio.

### Nationalmannschaft
Ivan Pelizzoli gab sein Länderspieldebüt 2003 gegen die Schweiz, spielte aber nur die letzten sieben Minuten. Außerdem stand er im italienischen Team der Olympischen Sommerspiele 2004 in Athen, das unter Claudio Gentile die Bronzemedaille gewann. Sein letztes Spiel gab Pelizzoli im November 2004 gegen Finnland, welches Italien ohne Gegentore gewann.

## Erfolge
AS Rom
- Italienischer Superpokal: 2001

Lokomotive Moskau
- Russischer Pokal: 2006/07